# Regiment de la Cosa Pública
El Regiment de la Cosa Pública (Regimiento de la Cosa Pública) es una obra de 38 capítulos escrita en idioma catalán por Francesc Eiximenis en 1383, coincidiendo con su venida a Valencia, y dedicada a los jurats (representantes municipales) de esta ciudad. 

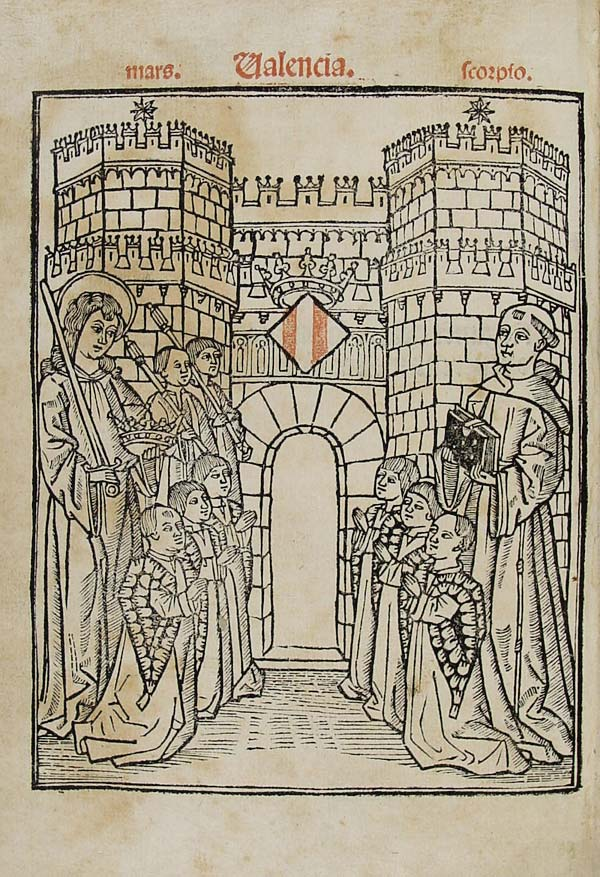
Portada de la edición incunable del Regiment de la Cosa Pública (Valencia, Cristòfor Cofman, 1499). A la derecha podemos ver a Francesc Eiximenis, que ofrece a los jurats de Valencia su libro. A la izquierda podemos ver el ángel custodio de la ciudad y reino de Valencia. Los seis Jurats de Valencia permanecen arrodillados delante de la puerta gótica de los Serranos de la antigua muralla de Valencia.

## Información general
Precisamente esta dedicatoria a los "jurats" nos da la clave de su período de composición  Otra obra de Eiximenis, el Dotzè del Crestià (Duodécimo del Cristiano), que forma parte de su obra enciclopédica Lo Crestià (El Cristiano), contiene, en sus capítulos 357-395 el Regiment de la Cosa Pública. Como obra autónoma sólo se editó en edición incunable impresa en Valencia el 28 de enero de 1499 por el impresor alemán Cristòfor Cofman.
Este libro tiene una fuerte inspiración en el Communiloquium de Juan de Gales, OFM, como algunos estudios han demostrado. Por otra parte, parece que algunas partes de esta obra no estarían escritas por Eiximenis, y podrían ser añadidos posteriores. Nos referimos a las famosas veinte dificultades, treinta y dos bellezas y la conclusión del prólogo, así como a la conclusión del epílogo. El Regiment de la Cosa Pública recoge muy bien las líneas esenciales del pensamiento sociopolítico de Francesc Eiximenis, y expone también las líneas básicas de lo que se ha denominado "pactismo aragonés".

## Traducción al español
- Lo regiment de la cosa pública en el Dotzè del Crestià / El gobierno de lo público en el Duodécimo del Cristiano. Madrid. Centro de Lingüística Aplicada Atenea. 2009. 319.

Traducción de Vicent Martines y María Justiniano. Introducción de Albert Hauf, Vicent Martines y Elena Sánchez. 

## Ediciones digitales

### Incunables
- Edición en la Biblioteca Virtual Joan Lluís Vives.
- Edición en la Biblioteca Valenciana Digital.

### ElRegiment de la Cosa Públicadentro de las obras completason line
- Obras completas de Francesc Eiximenis (en catalán y en latín) Archivado el 2 de abril de 2012 en Wayback Machine..